# الرجل الأفضل يفوز (فلم)
فيلم الرجل الأفضل يفوز هو فيلم درامي تاريخي أمريكي عام 1948 من إخراج جون ستورجس، وإنّه مقتبس عن رواية مارك توين بعنوان The Celebrated Jumping Frog of Calaveras County .

## القصة
في عام 1853 عندما عاد المقامر الراسخ جيم سمايلي (إدغار بوكانان) إلى مسقط رأسه في داوسون لاندينغ في ميسوري بعد أن كان بعيداً عن زوجته وابنه لمدّة عشر سنوات. لقد أحضر معه ضفدعًا قفزًا سمّاه دانيال ويبستر، وفور وصوله إلى فندق المدينة، راهن مع شريف دينجل (ستانلي أندروز) وعدد قليل من الآخرين، على أن الضفدع يمكن أن يقفز إذا قيل له القيام بذلك. يربح الرهان ويستطيع دفع ثمن إقامته في الفندق بالمال الذي ربحه.
بعد ذلك، يقوم جيم بزيارة زوجته نانسي (آنا لي)، التي تبين أنها زوجته السابقة حيث انها على وشك الزواج من قاضي المدينة، ليونيداس ك.كارتر (روبرت شاين). لكن لا يزال بإمكان جيم أن يقابل ابنه بوب (غاري جراي)، الذي لم يقابله من قبل. ولإصلاح الأمور مع الصبي وان يفوز بحبه، ينوي شراء كلب سلوقي للسباق له.
يستطيع جيم توفير ما يصل إلى 300 دولار لشراء أندرو جاكسون الثالث، وهو كلب وضع بوب عينه عليه. ثم يدرب بوب الكلب على السباق في مسابقة قادمة. لكن أحد أبناء القاضي المدلل، مونتي (بيل شيفيلد)، يسخر من بوب، ويصمم جيم على استعادة ابنه وزوجته من ليونيداس الفظ.
يبدأ جيم بالتخلي عن المقامرة نهائيًا والحصول على وظيفة في فندق محلي. يواجه مشكلة مرة أخرى، عندما يراهن على أن كلب القاضي سيفوز بالسباق. بدلاً من ذلك، يفوز كلب بوب بالسباق، ويشعر جيم بالسوء لأنه كذب على نانسي ولم يؤمن بابنه. بما أن نانسي تعتقد أنه قد تغير، فإنها توافق على الزواج منه مرة أخرى.
عندما يحل يوم الزفاف، يكتشف جيم أن بوب ومونتي يراهنان، لا يزال يشعر بالسوء حيال الأكاذيب التي قالها. يحاول أن يعلم ابنه مخاطر القمار ولكن عليه إلغاء حفل الزفاف لأنه يشعر بالضيق حيال ذلك. يحاول القاضي أيضًا إيقاف حفل الزفاف من خلال التشكيك في قدرة جيم على دفع تكاليف حفل الزفاف البالغ حوالي 1000 دولار.
يراهن جيم بمبلغ 1000 دولار على أن ضفدعه يمكنه التغلب على ضفدعة صديقه آموس (هوبارت كافانو)، مارثا واشنطن. ثم يغش جيم السباق، لكن عندما يفوز، لا يأخذ المال. وهذا يعيد له كبرياءه أمام نانسي. يخبر جيم لاير نانسي عن الرهان الذي قام به في سباق الكلاب الأخير، لكنها سعيدة بسلوكه الصادق الجديد وتوافق على العودة معه على أي حال.

## الممثلون
- إدغار بوكانان في دور جيم سمايلي
- آنا لي بدور نانسي سمايلي
- روبرت شاين في دور القاضي ليونيداس ك.كارتر
- غاري جراي بدور بوب سمايلي
- هوبارت كافانو بدور عاموس
- ستانلي أندروز إلى الشريف دينجل
- جورج لين مثل السيد كرو
- بيل شيفيلد في دور مونتي كارتر
- ماريتا كانتي بدور هيستر

## روابط خارجية
- الرجل الأفضل يفوز على موقع IMDb (الإنجليزية)
- الرجل الأفضل يفوز على موقع الموسوعة البريطانية (الإنجليزية)
- الرجل الأفضل يفوز على موقع Turner Classic Movies (الإنجليزية)
- الرجل الأفضل يفوز على موقع أول موفي (الإنجليزية)
- الرجل الأفضل يفوز على موقع قاعدة بيانات الفيلم (الإنجليزية)
- الرجل الأفضل يفوز على موقع ليتربوكسد (الإنجليزية)
- الرجل الأفضل يفوز على موقع كينوبويسك (الروسية)